# Mausoleo delle Carceri Vecchie
Il mausoleo delle Carceri Vecchie è una struttura a forma ellittica del I secolo d.C. situato sulla strada statale 7 Via Appia nel comune di San Prisco. La struttura inizialmente era popolarmente ritenuta il carcere dei gladiatori che combattevano nell'Anfiteatro campano, di qui il nome "Carceri Vecchie". Ma in realtà si tratta di una camera sepolcrale di età imperiale. Attualmente la struttura superiore è adibita a cappella per la Madonna della Libera a seguito dei lavori che hanno eliminato il vecchio ingresso principale al mausoleo.

## Storia
Il mausoleo fu realizzato quasi sicuramente in età imperiale (I secolo d.C.) appena fuori le mura della città di Capua Antica lungo la via Appia. L'originario monumento è stato, verso la metà del XIX secolo (sicuramente dopo il 1839), modificato con la rimozione dell'originario ingresso e la costruzione al suo posto della cappella di Santa Maria della Libera.

## Struttura

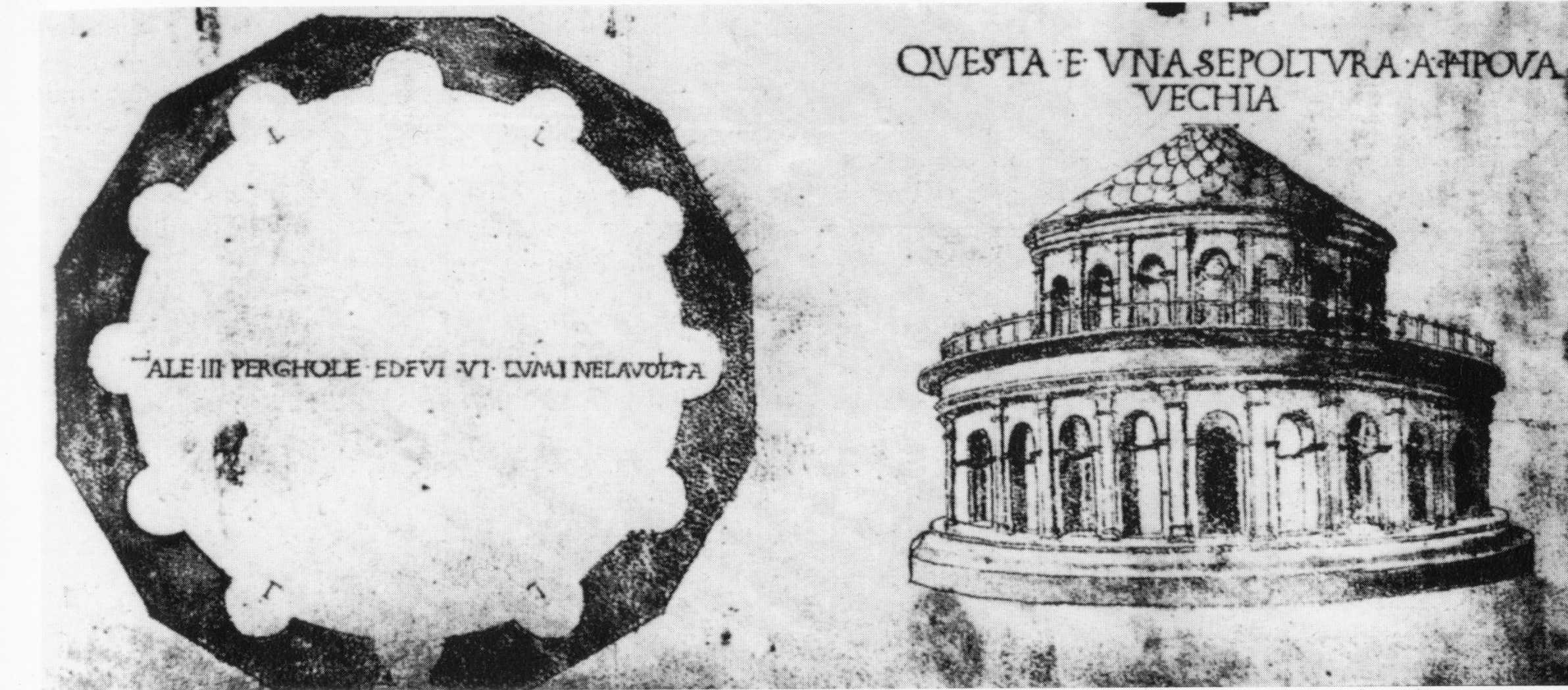
Le cd. Carceri Vecchie, antico mausoleo funerario romano (disegno di Giuliano da Sangallo)

Il monumento è a pianta a forma ellittica, con l'asse maggiore ortogonale all'asse viario, e con un corpo anulare esterno e uno più interno cilindrico. Come dimostrano alcune rappresentazioni antiche del XIX secolo esso da almeno due secoli si presenta interrato cioè a un livello molto più basso rispetto al livello stradale. Si pensa che questa struttura ipogea, almeno della camera sepolcrale, appartenesse alla stessa già nella struttura iniziale mentre la struttura sopraelevata sia finita sotto il livello stradale a seguito della sopraelevazione a stratificazione dei rivestimenti pavimentali. Sopra un basamento largo in cocciopesto delimitato da blocchi di tufo si staglia il primo livello in opus reticolatum. La superficie laterale è decorata da colonne poggiate su plinti e con capitelli tuscanici. Alternate, eccetto nei vai di accesso, vi sono nicchie a pianta rettangolare e semicircolare alternate. Il secondo livello, che ha stessa forma del piano inferiore ma di minor dimensioni, è conservato parzialmente ed è privo di decorazione. L'accesso all'interno, dopo la costruzione della chiesetta che ha eliminato l'ingresso originario, che era un lungo corridoio che scendeva dalla via Appia, è stato realizzato sul lato sinistro del mausoleo. La cella funeraria è a croce greca con copertura a botte, i cui bracci sostengono al centro una cupola a crociera ogivale. Alcuni frammenti di affreschi testimoniano l'originaria presenza di una ricca decorazione, databile all'età augusteo - tiberiana, asportata in epoca imprecisabile. Da lungo il braccio che va verso la chiesetta vi è una botola si accede alla camera sepolcrale ipogea.

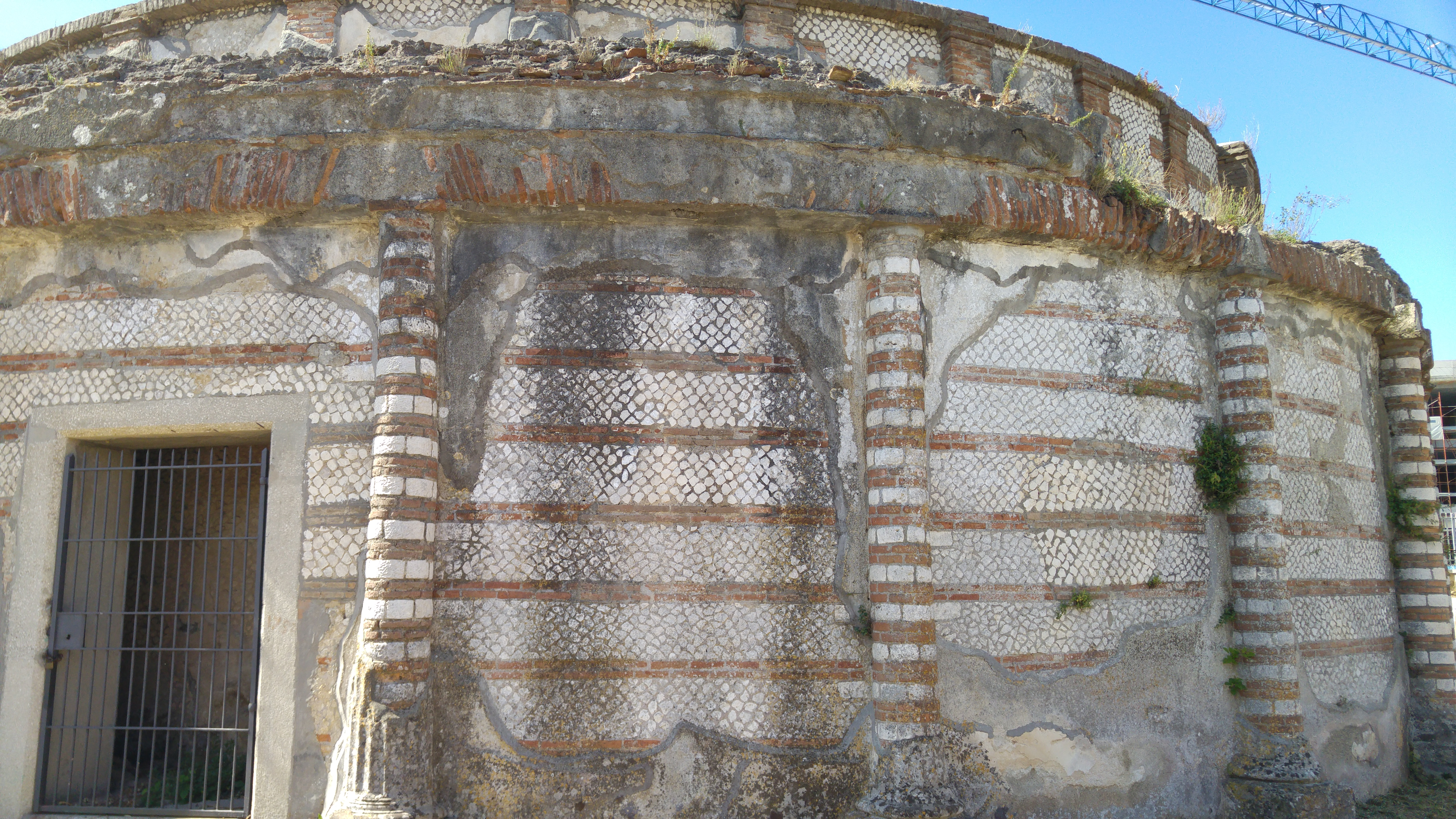
Ingresso del mausoleo
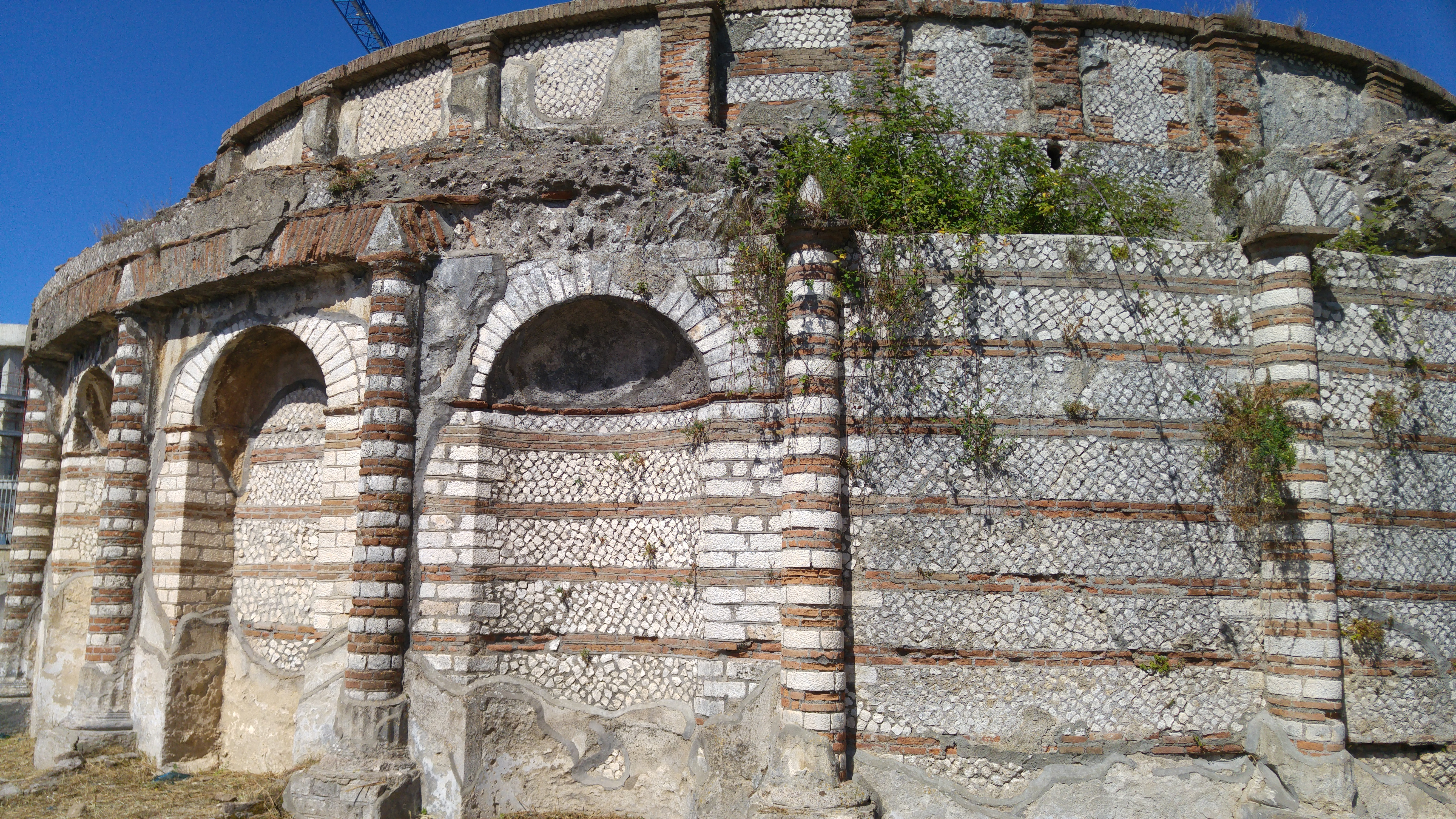
Struttura esterna del mausoleo
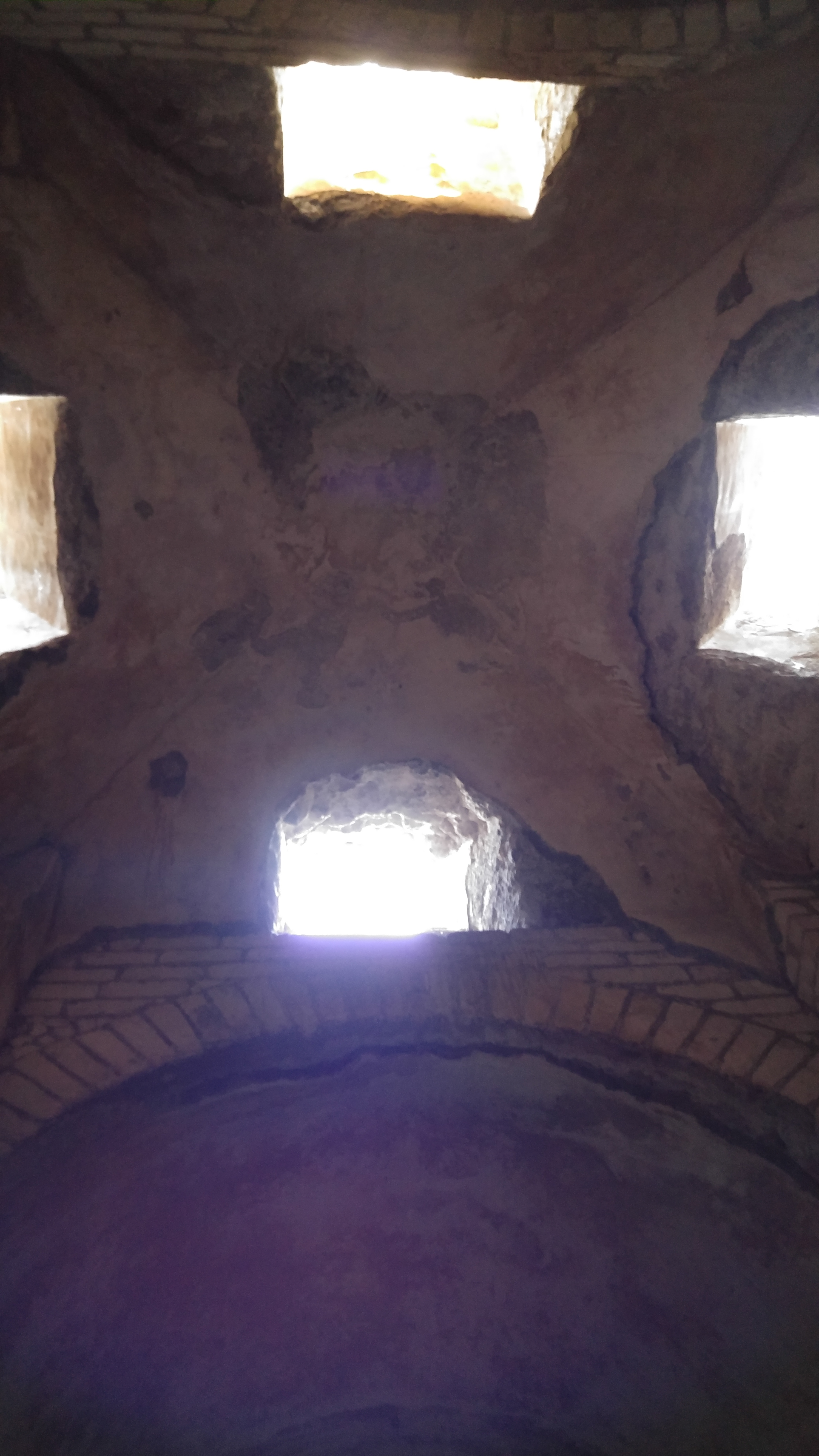
Volta a botte
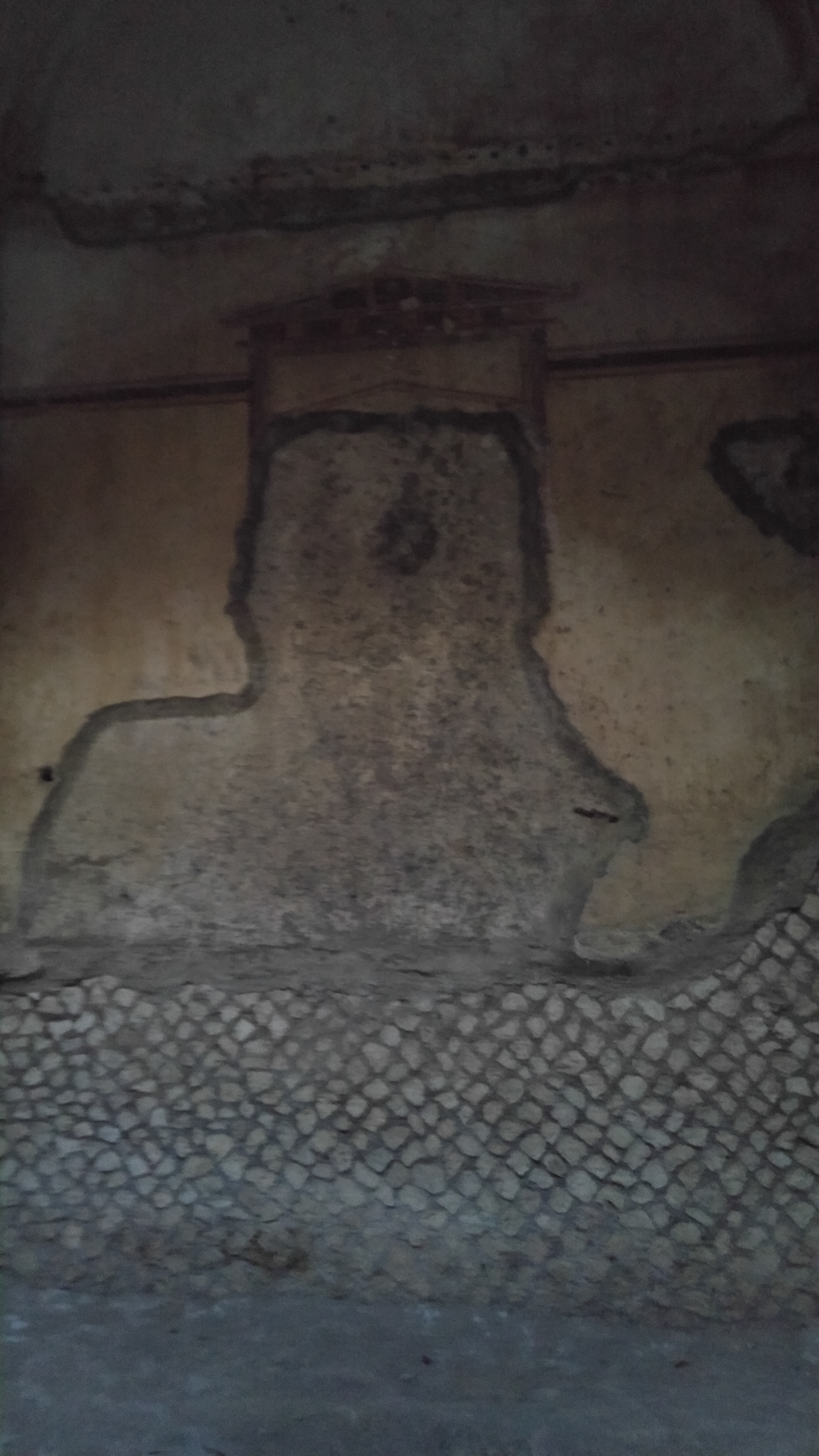
Resti affreschi all'interno del mausoleo